# شتراوسفورت
شتراوسفورت (به آلمانی: Straußfurt) یک شهر در آلمان است که در سومردا واقع شده‌است. شتراوسفورت ۱٬۹۶۰ نفر جمعیت دارد.